# Shark Bites and Dog Fights
Shark Bites and Dog Fights — третій студійний альбом валлійського гурту Skindred, який був випущений 21 вересня 2009 року.

## Композиції
1. Stand for Something - 4:06
2. You Can't Stop It - 3:53
3. Electric Avenue - 3:10
4. Calling All Stations - 3:34
5. Corrupted - 3:36
6. Who Are You? - 5:04
7. Days Like These - 3:36
8. Invincible - 3:58